# Pokémon – Filmen: Jeg vælger dig!
Pokémon – Filmen: Jeg vælger dig! er en japansk animationsfilm fra 2017 og den 20. film i Pokémon-animeserien skabt af Satoshi Tajiri og produceret af OLM. Filmenen er løst baseret på seriens første sæson og genfortolker det første afsnit, hvorefter historien afviger derfra. Den blev instrueret af Kunihiko Yuyama og skrevet af Shoji Yonemura. Filmen har i sine originale, japanske udgave stemmer af blandt andet Rika Matsumoto, Ikue Ōtani, Unshō Ishizuka, Megumi Hayashibara, Shin-ichiro Miki, Inuko Inuyama, Kanata Hongō, Shiori Sato og Ryōta Ōsaka. Filmen foregår i en alternativ tidslinje til TV-serien og følger Pokémontræneren Ash Ketchum og hans venner, Pikachu, Verity og Sorrel, some de drager ud for at finde den legendariske Pokémon Ho-Oh på toppen af Mount Tensei.
Jeg vælger dig! havde premiere ved Japan Expo i Frankrig den 6. juli 2017, den 15. juli i Japan og den 5. november i Danmark hos Cinemaxx. Udgivelsen faldt sammen med 20-årsjubilæet for animeserien. Filmen indtjente 22,99 millioner kroner på verdensplan og 3,31 millioner yen i Japan og fik blandede anmeldelser.

## Plot
Ash Ketchum vågner op sent én morning, efter at han ødelagde sit vækkeur i søvne. Han ender med at ankomme til Professor Oak's laboratorie, men for at vide, at de tre starter-Pokémon (Bulbasaur, Squirtle og Charmander) allerede er blevet taget af Trænere, som kom til tiden. Oak afslører dog, at han har én Pokémon mere, en Elektrisk-type kaldet Pikachu. Til trods for dens flygtige og livlige personlighed, samt at den nægter at gå ind i sin Poké Ball, tager Ash med glæde Pikacuh med på sin rejse.
Uden for byen Pallet Town møder Ash en Pidgey. Da Pikachu nægter at kæmpe mod den, kaster Ash en sten efter Pidgey'en, men ramme an Spearow, som går ud fra, at det var Pikachu. Snart efter dukker flere Spearow op og tvinger Ash og Pikachu på flugt. Træt og forslået siger Ash til Pikachu, at den skal gå ind i sin Poké Ball atter en gang, men den nægter igen. I stedet forsvarer Pikachu ash fra de rasende Spearow ved forårsage et kæmpe lynnedslag, der skræmmer dem væk. Som stormen ophører, flyver Ho-Oh gennem himlen og taber en Regnbuevinge. Ash og Pikachu beslutter sig for at finde den legendariske Pokémon.
Efter at have hørt, at den legendariske Pokémon Entei er i nærheden, skynder Ash og andre trænere sig ud i skoven for at lede efter den. Ash finder Entei'en, men ender med at kæmper over den med en anden Træner ved navn Verity og en aspirerende Pokémon-professor ved navn Sorrel. Som Entei stikker af, kommer Ash og Verity op at skændes, og Sorrel fortæller dem, at de bør søge ly, som han går sin vej. Som de fandt ly, finder Ash og Verity en Charmander, som de hurtigt opdager tilhører en nådesløs Træner ved navn Cross, der efterlod den ude i regnen.
Cross nægter at tage Charmander tilbage og kalder den en svækling,så Ash og Verity tvinges til at tage sig af den. De når frem til en grotte, hvor Sorrel tilfældigvis befinder sig, og han hjælper Charmander med at få det bedre igen. Sorrel afslører, at Ho-Oh kun giver en Regnbuevinge til en "regnbuehelt", der kommer til at have en skæbnesvanger dyst med den, alt imens at an Marshadow skygger de tre. Morgenen efter overbeviser Ash Charmander'en til at tage med dem. Gruppen vølger Regnbuevingen, som leder dem moed Raizen-bjergkæden, for at mødes med Ho-Oh. Charmander udvikler sig til Charmeleon. Cross vender tilbage og udfordrer Ashs Charmeleon med sin egen Incineroar. Charmeleon bliver brutalt besejret, hvilket volder Ash stor smerte.
Tynget ned over nederlaget indrømmer Ash åbent, at han kunne have vundet med Pikachu, og udtaler senere, at han ville ønske, han havde fået Bulbasaur eller Squirtle. Alene i skoven får Marshadow Ash til at falde i en dyb søvnagtig tilstand, som Regnbuevingen falmer. Ash har en drøm, hvor Pokémon ikke findes, og han går i en normal skole med Verity og Sorrel. Som det går op for ham, at der er noget, der mangler, husker han Pikachu og vågner op med sine venner omkring sig, og Regnbuevingens farve vender tilbage. Gruppen indser, at de nærmer sig, da Regnbuevingen begynder at lyse op i retning mod Mount Tensei.
På toppen af bjerget når gruppen frem til en krystallignende stryktur kaldet Rainbow Rock, men bliver forstyrret af Cross, som selv vil kæmpe mod Ho-Oh. Han så også Ho-Oh, men modtog ikke nogen Regnbuevinge. Cross' Incineroar kæmper mod Ashs Charmeleon, som hurtigt udvikler sig til Charizard og besejrer Incineroar. Cross nægter at erkende sit nederlag og stjæler Regnbuevingen fra Ash, og placerer den i krystallen, men den formørkes, hvilket får Marshadow, som Ho-Ohs agent, til at opildne lokale Pokémon, så de angriber Ash og hans venner. Trænerne kæmpe tilbage, men overvældes af situationens alvor. Ash trækker endelig en stærkt svækket Pikachu tilbage, ind i dens Poké Ball, som Pokémonerne angriber Ash, og hans krop begynder at forsvinde, da Marshadow opdager, at Regnbuevingen blev tilintetgjort.
Ash er i en grå verden, men bringes tilbage. Ash tager sin nydannede Regnbuevinge og placerer den på krystalstrukturen. Ho-Oh dukker op og Ash udfordrer den til en dyst med Pikachu, men resultatet af dysten vises ikke. Cross går sin vej på god fod med de andre, og til sidste forlader Verity og Sorrel Ash, for at stræbe efter deres egne drømme.

## Stemmer
| Ash Ketchum   | Rika Matsumoto     | Mathias Klenske     |            |            |
| Pikachu       | Ikue Ōtani         | Ikue Ōtani          | Ikue Ōtani | Ikue Ōtani |
| Pikachu       | Ikue Ōtani         | Ukendt (talescenen) |            |            |
| Professor Oak | Unshō Ishizuka     | Ukendt              |            |            |
| Fortæller     | Unshō Ishizuka     | Torben Sekov        |            |            |
| Delia Ketchum | Masami Toyoshima   | Ukendt              |            |            |
| Jessie        | Megumi Hayashibara | Ann Hjort           |            |            |
| James         | Shinichiro Miki    | Thomas Kirk         |            |            |
| Meowth        | Inuko Inuyama      | Peter Zhelder       |            |            |
| Nurse Joy     | Shoko Nakagawa     | Ann Hjort           |            |            |
| Sorrel        | Kanata Hongō       | Ukendt              |            |            |
| Verity        | Shiori Sato        | Estrid Böttiger     |            |            |
| Bonji         | Arata Furuta       | Ukendt              |            |            |
| Cross         | Ryōta Ōsaka        | Ukendt              |            |            |
| Marshadow     | Kōichi Yamadera    | Simona Berman       |            |            |